# Deuterotinea nervatella
Deuterotinea nervatella is een vlinder uit de onderfamilie Eriocottinae van de familie Eriocottidae. De wetenschappelijke naam is voor het eerst geldig gepubliceerd in 1917 door de Joannis.